# Nina Novak
Nina Novak (wł. Janina Nowak) (ur. 23 marca 1923 w Warszawie, zm. 15 marca 2022 w Filadelfii) – polska primabalerina, choreograf, dyrektor baletu i pedagog tańca.
Przed II wojną światową ukończyła warszawską szkołę baletową przy Teatrze Wielkim.
W latach 1937–1939 była solistką Polskiego Baletu Reprezentacyjnego, a po wojnie zespołów baletowych Feliksa Parnella oraz Mikołaja Kopińskiego.
W 1946 wyjechała do Stanów Zjednoczonych, gdzie została primabaleriną, baletmistrzynią oraz pedagogiem Ballet Russe de Monte-Carlo. Po zakończeniu kariery w 1962 wyjechała do Wenezueli, gdzie otworzyła własną szkołę baletową, a od 1991 była dyrektorem własnej szkoły baletowej w Caracas: Ballet Clásico de Caracas.
W Polsce wystąpiła gościnnie w 1961 w Warszawie i Poznaniu w baletach Giselle i Jezioro łabędzie, a także w 1978 w balecie Coppélia w Teatrze Wielkim w Warszawie.

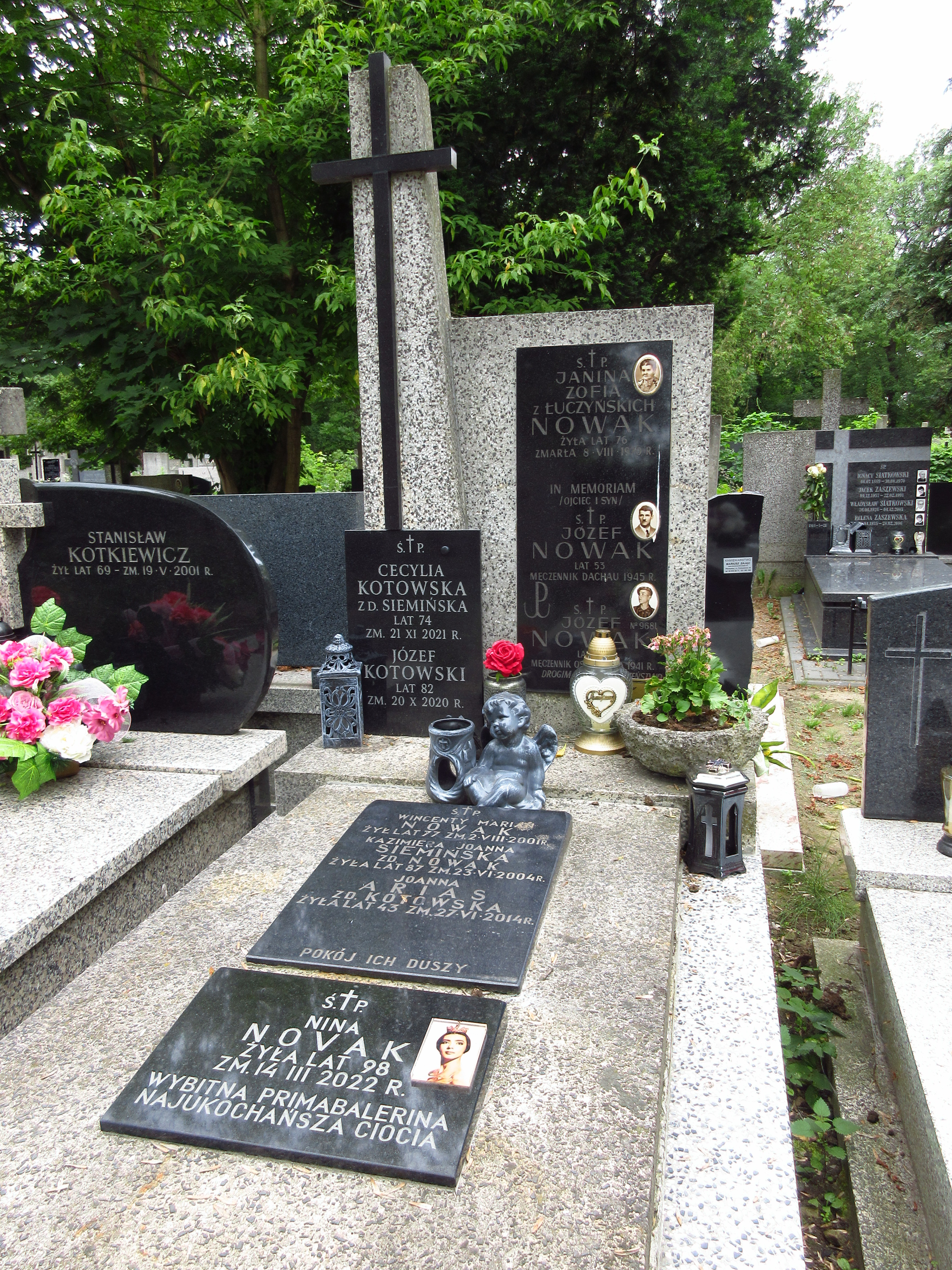
Grób Niny Novak na Cmentarzu Bródnowskim.

25 lutego 2020 ukazała się książka Taniec na gruzach. Nina Novak w rozmowie z Wiktorem Krajewskim. Pochowana na cmentarzu Bródnowskim w Warszawie (kwatera 110S-3-20).

## Nagrody i odznaczenia
W 2017 została odznaczona Krzyżem Komandorskim z Gwiazdą Orderu Odrodzenia Polski.
Honorowa obywatelka pięciu miast w Stanach Zjednoczonych.